# Lew Leon Bukowiecki
Lew Leon Bukowiecki, ps. L. Buk, El Be, Well (ur. 9 sierpnia 1916 w Cichowie, zm. 2 maja 2005) – polski krytyk filmowy, dziennikarz.

## Życiorys

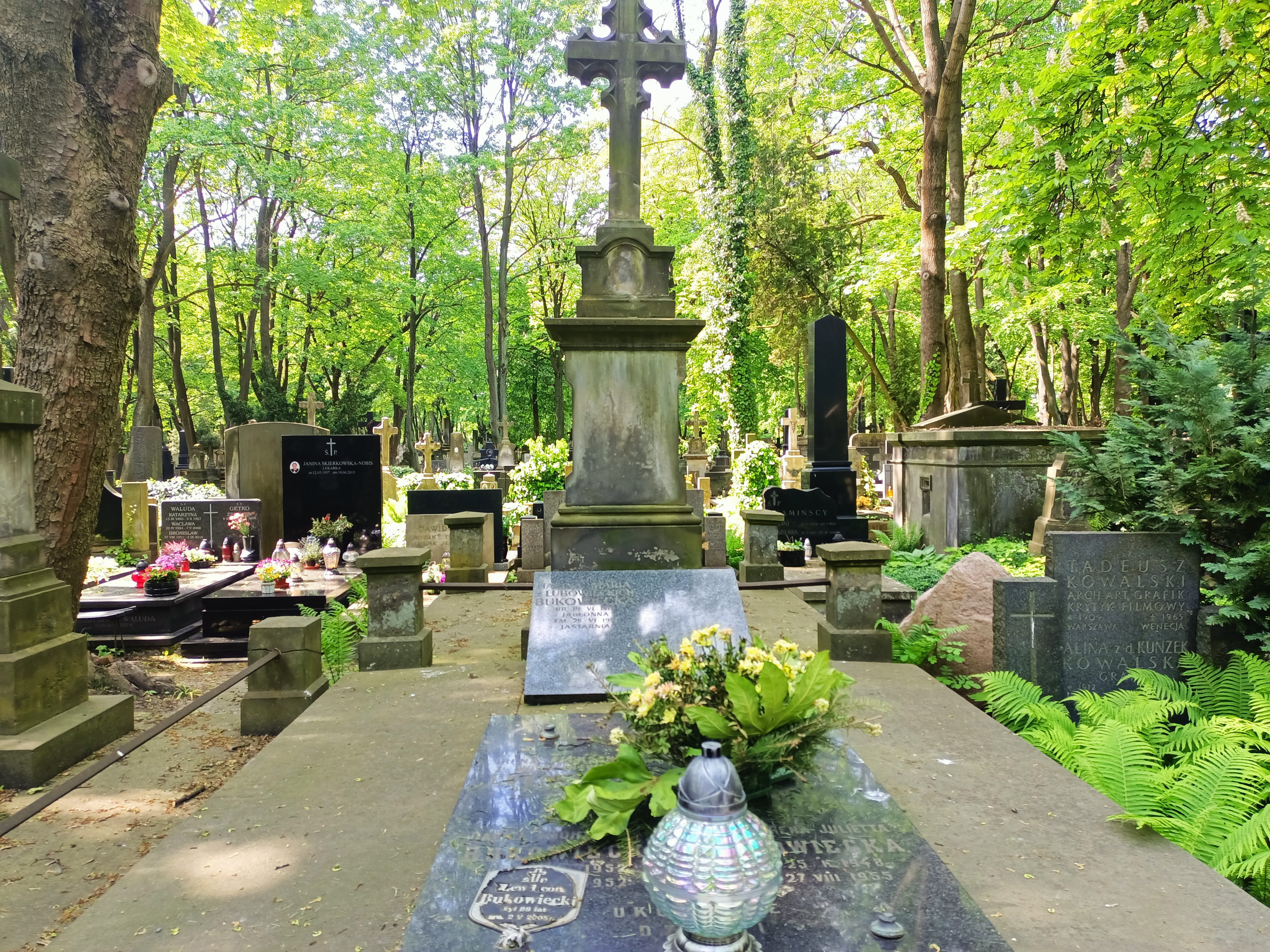
Grób Lwa Leona Bukowieckiego na Cmentarzu Powązkowskim

Był synem Mieczysława (tytularnego generała brygady WP) i Aleksandry z Dzierżykraj-Morawskich (uczestniczki powstania wielkopolskiego, rozstrzelanej przez Niemców w 1940). Uczęszczał do gimnazjum im. Mickiewicza w Poznaniu, po maturze rozpoczął studia na Wydziale Ekonomiczno-Politycznym Uniwersytetu Poznańskiego, ale nauki nie ukończył, powołany na dwa lata do wojska. Później rozpoczął studia w Wyższej Szkole Dziennikarstwa w Warszawie, ale ponownie nauki nie mógł ukończyć, tym razem wobec wybuchu II wojny światowej.
Okres okupacji przeżył pracując jako robotnik; po wojnie przez krótki czas administrował dawnym majątkiem rodziców Cichowo. Wysiedlony z Cichowa przeniósł się do Kościana, gdzie założył pismo „Kościański Biuletyn Informacyjny”. W 1946 osiadł w Łodzi, gdzie wspólnie z Jerzym Giżyckim i Zbigniewem Piterą powołał do życia tygodnik „Film”; był pierwszym sekretarzem redakcji. Po przeprowadzce do Warszawy pisał recenzje filmowe m.in. do „Rzeczypospolitej”, „Przeglądu Socjalistycznego”, „Robotnika”, „Trybuny Ludu”. Przez 25 lat prowadził kino studyjne „Bajka” w Warszawie, potem kino „Muranów”. Był również społecznym kuratorem dla nieletnich sądu warszawskiego.
Działał m.in. w Stowarzyszeniu Filmowców Polskich i Stowarzyszeniu Dziennikarzy Polskich. Kontynuował współpracę z pismami filmowymi po przejściu na emeryturę w 1981, opublikował Wspomnienia kinomana (1997). Był odznaczony m.in. Srebrnym Krzyżem Zasługi.
Z małżeństwa z Heleną Marią z Lubowieckich (zm. 1992) miał dwóch synów; Aleksander (ur. 1945) został dziennikarzem prasy kolejowej, Andrzej (ur. 1955) krytykiem filmowym „Życia Warszawy”.
Pochowany na cmentarzu Powązkowskim (kwatera 71-3-19/20).

## Współpraca ze Służbą Bezpieczeństwa PRL
Według zachowanych akt SB znajdujących się w archiwach IPN w latach 1947-1970 Leon Bukowiecki był tajnym i świadomym współpracownikiem SB o pseudonimie „Maszyna” i "999". 